# Bataille de Sandwich (1217)
Pour les articles homonymes, voir Bataille de Sandwich.
Conflit entre Capétiens et Plantagenêt - 
Première Guerre des barons
Batailles
- Fréteval (1194)
- Gisors (1198)
- Châlus-Chabrol (1199)

- Mirebeau (1202) (en)
- Château-Gaillard (1203-1204)
- Rouen (1204)

- Damme (navale) (1213)
- Damme (terrestre) (1213)
- La Roche-aux-Moines (1214)
- Bouvines (1214)

- Lincoln (1217)
- Douvres (1217)
- Sandwich (1217)

- La Rochelle (1224)

- Taillebourg (1242)

La bataille de Sandwich (ou bataille des Cinq-Ports, des Cinq-Îles ou de South Foreland) est livrée le 24 août 1217 pendant la Première Guerre des barons, au large de la ville de Sandwich, dans le Kent.

## Contexte
Battu à la bataille de Lincoln le 20 mai 1217, le prince Louis de France, qui a accepté la couronne d'Angleterre que lui ont offert un an plus tôt les barons anglais en rébellion contre le roi Jean sans Terre, a besoin de renfort. C'est dans ces conditions que sa femme Blanche de Castille organise une expédition de secours et de ravitaillement.

## Préparatifs
Blanche de Castille offrit le commandement de la flotte à Robert de Courtenay, cousin et familier du roi. Toutefois, n'étant pas initié au commandement naval, il reçut l'aide d'Eustache le moine, ex-religieux défroqué s’adonnant à la magie et devenu pirate depuis la petite île de Sercq, d’où il avait pris l’habitude de lancer des raids des deux côtés de la Manche. Pendant l’été 1217, troupes et vaisseaux se rassemblent à Calais. En Angleterre, les préparatifs pour stopper l’expédition adverse se concentrent autour des Cinq-Ports (une fédération regroupant cinq ports du sud-est du pays). Le commandement est confié à Hubert de Bourg, le défenseur victorieux de Douvres, et à Philippe d'Aubigné, gouverneur de Jersey. Dans la nuit du 23 au 24 août 1217, la flotte française quitte Calais. Elle se compose de 70 à 100 nefs chargées de troupes et de matériel escortés par 10 bâtiments armés en guerre.

## Bataille

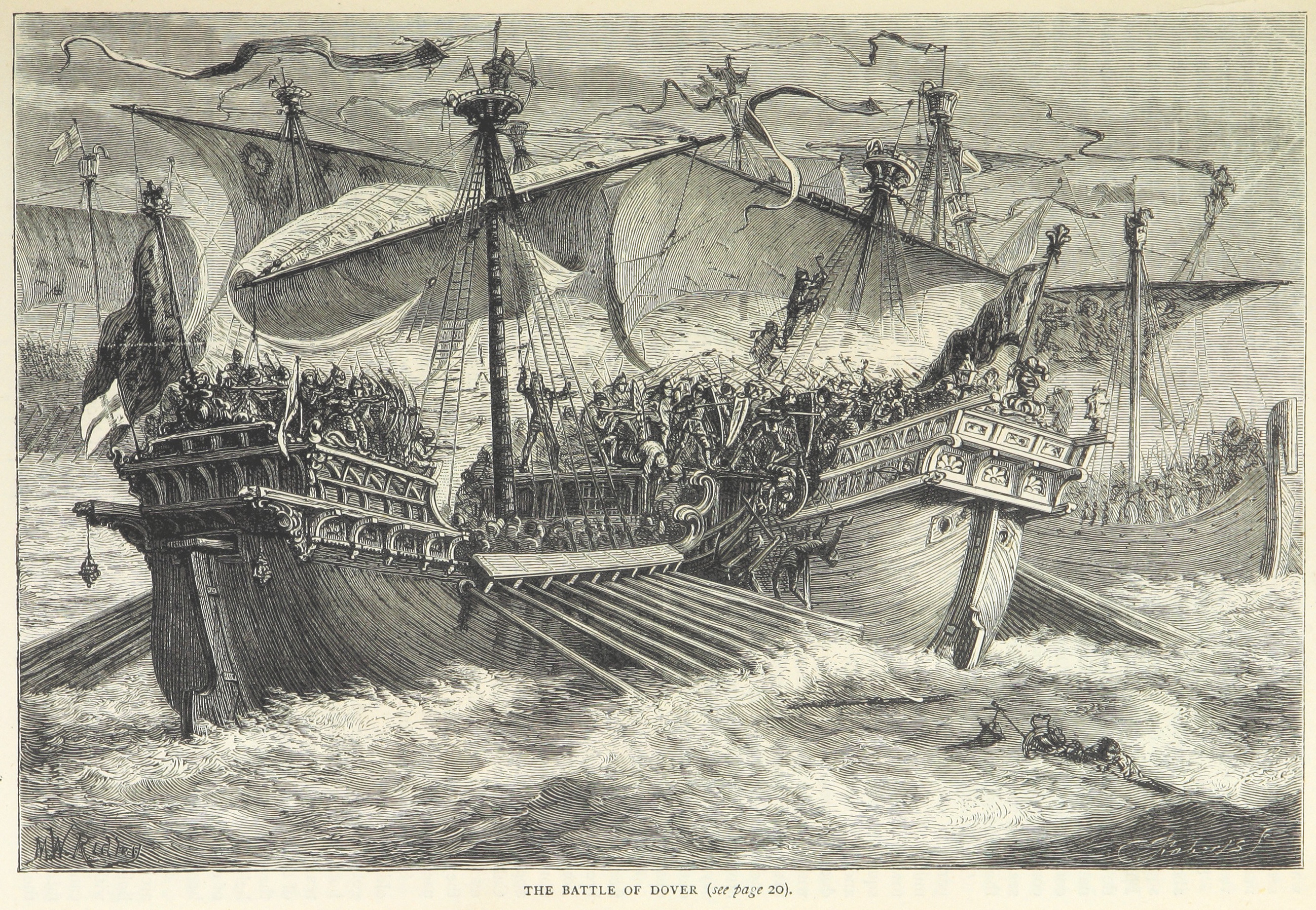
Bataille navale de Sandwich. James Grant, 1873.

La flotte fait route vers le nord en file indienne, poussée par un bon vent de sud-sud-est et cherche à contourner North Foreland pour entrer dans l’estuaire de la Tamise. Eustache le moine s’est placé sur l’arrière avec sa nef équipée d’un haut château armé d’un trébuchet. À la hauteur de Sandwich, Eustache aperçoit la flotte anglaise qui sort elle aussi du port en file indienne. Elle se compose de 18 grandes nefs de guerre et de 20 bateaux plus petits. Curieusement, elle semble ignorer les navires français et poursuit sa route laborieuse vers le sud en remontant le vent. Eustache le Moine ne s’en inquiète pas car il pense que les Anglais veulent aller attaquer Calais qui est bien défendue. En réalité, il s’agit d’une remarquable manœuvre d’Hubert de Bourg, qui s’efforce de gagner le vent sur l’ennemi afin de garder l’initiative et de fondre sur lui au moment voulu, alors que ce dernier, sous venté, est obligé de subir l'attaque. Quand l’escadre anglaise dépasse entièrement les derniers navires de la ligne française, elle vire de bord brusquement et fonce vent arrière sur le convoi. Celui-ci, formé de grosses coques lourdement chargées de chevaux et d’hommes, est vite rattrapé par les navires plus légers et manœuvrables d’Hubert de Bourg,. Les Anglais remontent alors la ligne française et attaquent une par une les nefs adverses. Hubert de Bourg, qui a bien préparé son plan, a fait monter dans les mâtures des hommes qui accablent les Français de flèches et leur jettent, le vent aidant, des pots de chaux vive pour les aveugler. Les navires français sont pris à l’abordage ou éperonnés par les bâtiments anglais dont la proue est suffisamment rigide pour servir de rostre. Eustache le moine, que les Anglais avaient appris à redouter, est exécuté sur le champ,. Une quinzaine de navires français réussissent à s’échapper mais la défaite n’en est pas moins complète.

## Conséquences

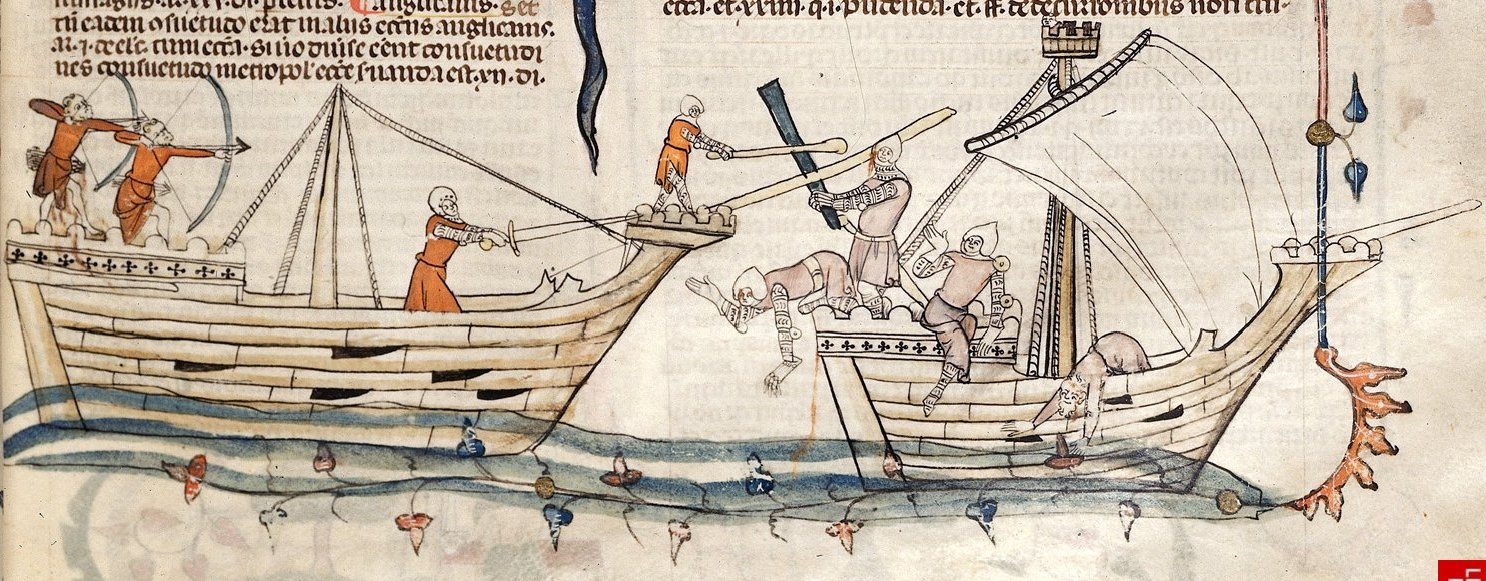
Deux nefs médiévales au combat.

Faute de renfort, Louis de France comprend que sa cause est perdue et signe le traité de Lambeth le 11 septembre 1217.

## Sources et bibliographie
- Jean-Claude Castex, Dictionnaire des batailles navales franco-anglaises, Québec, Presses de l'Université Laval, 2004, 417 p. (ISBN 978-2-763-78061-0, lire en ligne)
- Jean Merrien, Histoire des corsaires (Biographie), Louviers, Ancre de Marine Éditions, 2003, 239 p. (ISBN 978-2-841-41156-6, lire en ligne)
- Guy Le Moing, Les 600 plus grandes batailles navales de l'Histoire, Rennes, Marines Éditions, mai 2011, 619 p. (ISBN 978-2-35743-077-8)
- Sean McGlynn, Blood Cries Afar, p.244, Cheltenham, The History Press, 2011, 320 p.  (ISBN 978-0-7509-6391-6)